# Leptodactylus savagei
Leptodactylus savagei är en groddjursart som beskrevs av Heyer 2005. Leptodactylus savagei ingår i släktet Leptodactylus och familjen tandpaddor. IUCN kategoriserar arten globalt som livskraftig. Inga underarter finns listade i Catalogue of Life.